# Claas Huckepack
Der Huckepack ist ein landwirtschaftliches Fahrzeug von Claas, das sowohl Geräteträger als auch Mähdrescher ist. Er wurde im September 1956 auf der 44. DLG-Ausstellung in Hannover vorgestellt und war vor allem für Kleinbetriebe entwickelt worden. Ein Grund für das Scheitern des Konzepts war neben seiner unzureichenden Motorleistung der hohe Preis, im Jahr 1957 kostete der Huckepack 17.680 DM (entspricht heute 51.502 EUR). Da sich der Huckepack nicht am Markt durchsetzen konnte, wurde die Produktion 1960 eingestellt.

## Technik

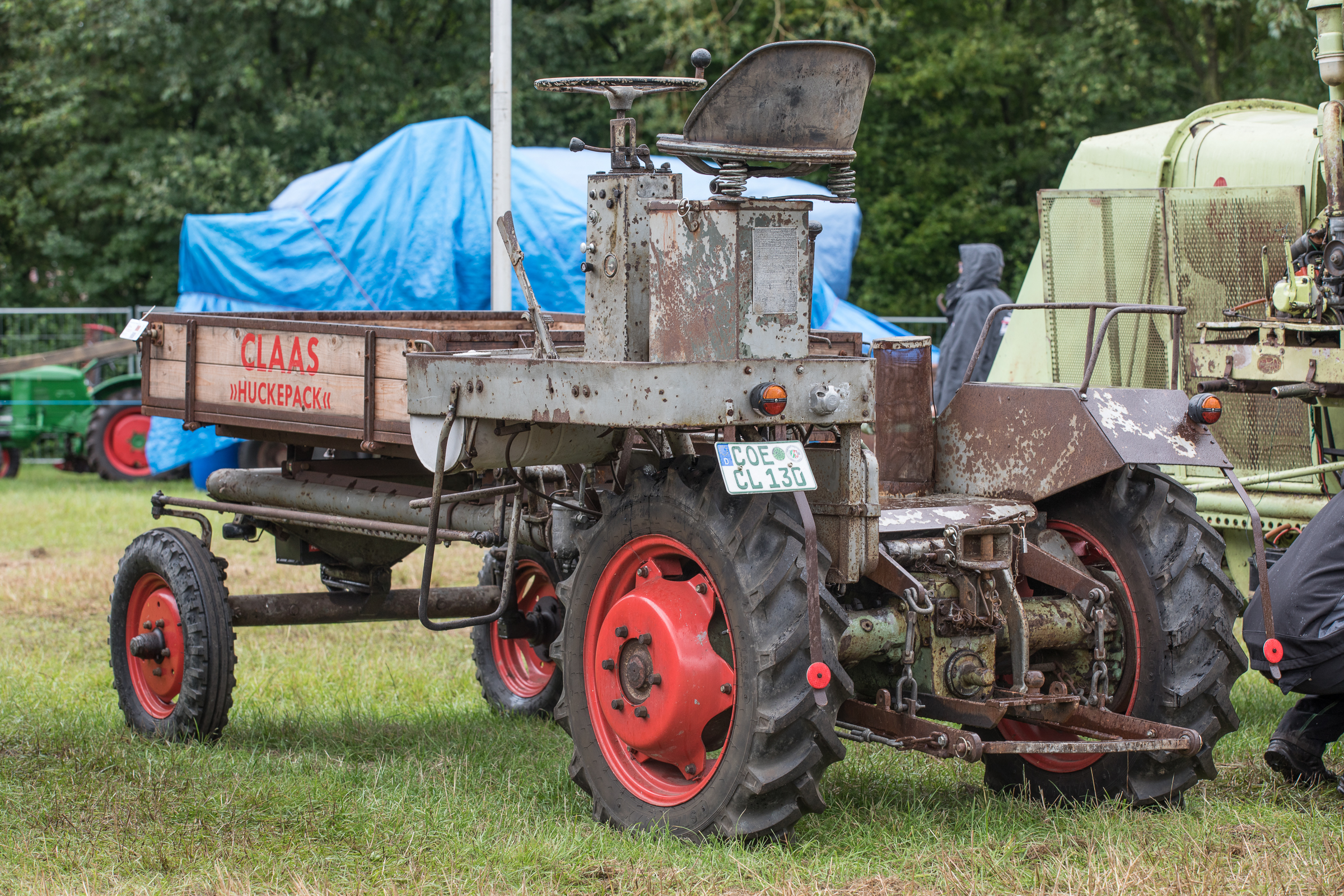
Claas Huckepack ohne Mähdrescheraufbau

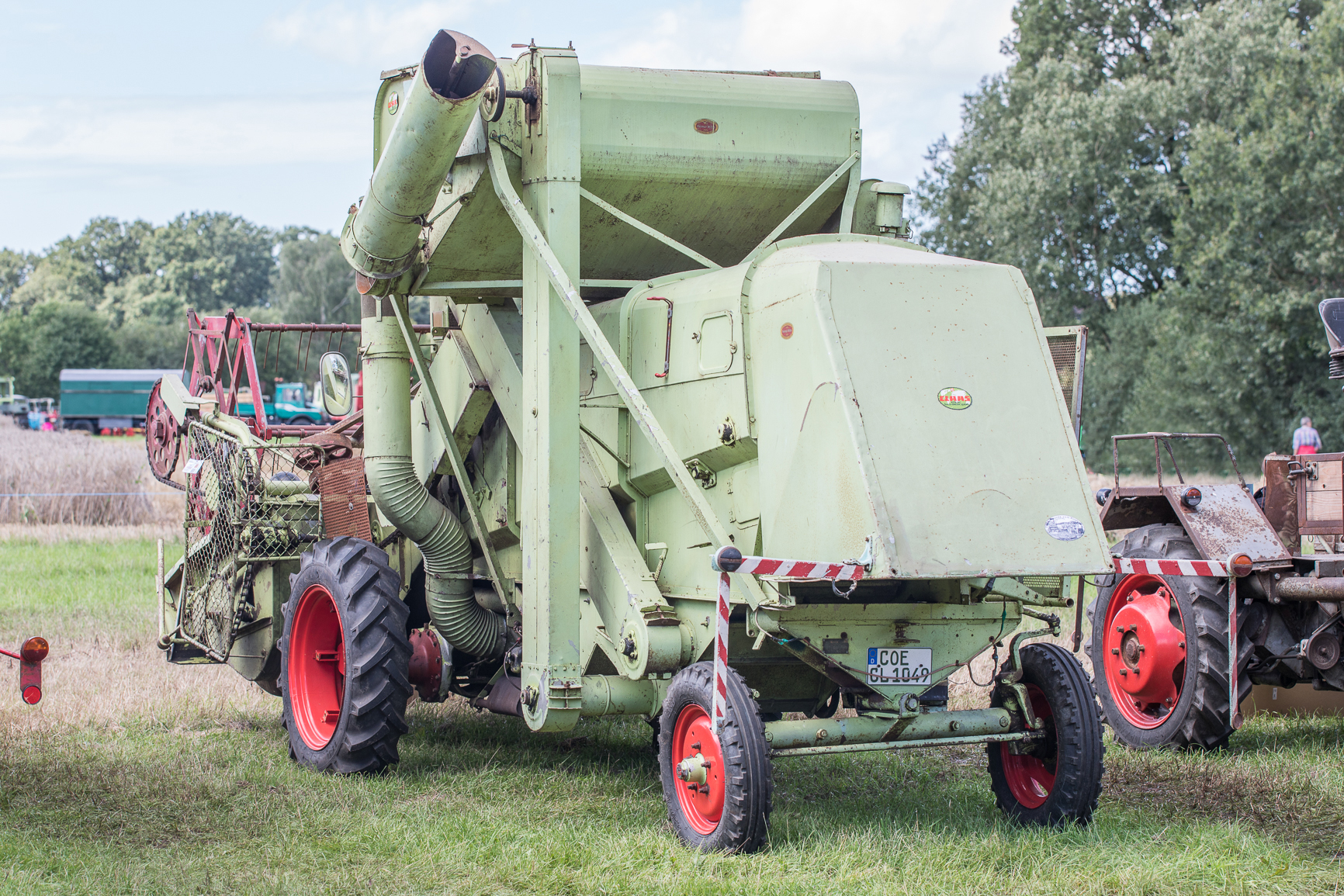
Claas Huckepack (Heckansicht)

Der Huckepack besteht als Universalfahrzeug für die Landwirtschaft aus zwei Teilen: einem Fahrgestell, das für sich als Geräteträger einsetzbar ist sowie einem Mähdrescheraufbau, für dessen Betrieb das Huckepack-Fahrgestell benötigt wird. Der Drescheraufbau wird auf dem Huckepack montiert und der Fahrersitz um 180° gedreht. So entsteht ein vollwertiger selbstfahrender Mähdrescher. Der Drescheraufbau wird unabhängig vom Fahrgestell mit einem eigenen Motor angetrieben.

### Fahrgestell
Der Huckepack hat ein zweiholmiges Geräteträgerfahrgestell mit vorderer Pendelachse und hinterer Starrachse. Der Längsholm kann entnommen werden. Über dem linken Treibrad (ohne Drescheraufbau) ist der Fahrerstand montiert, Motor und Getriebe sind vor der Treibachse eingebaut. Als Motoren waren drei verschiedene Dieselmotoren im Programm, ab 1956 ein Einzylindermotor mit 668 cm3 Hubraum von Hatz Diesel mit 12 PS (etwa 9 kW), der liegend eingebaut ist, oder ein größerer Einzylinderdieselmotor, ebenfalls von Hatz mit 1125 cm3 Hubraum und einer Leistung von 13 PS (etwa 9,5 kW) bei 1500 min−1. Ab 1958 war es ein luftgekühlter Zweizylinderboxermotor von MWM mit 795 cm3 Hubraum und einer Dauerleistung von 13 DIN-PS (etwa 9,5 kW) bei 3000 min−1 der eine Höchstleistung von 15 DIN-PS (11 kW) erbringt. Gekoppelt sind alle Motoren an ein Fünfgangklauengetriebe, dem ein Wendegetriebe vorgeschaltet ist. Der Huckepack kann somit vorwärts und rückwärts gleich schnell fahren. Für Anbaugeräte hat er einen Dreipunktkraftheber hinter der Treibachse. Auch für Geräteträger ausgelegte Anbaugeräte, die zwischen den Achsen angebaut werden, können hydraulisch bedient werden. Darüber hinaus hat der Huckepack auch eine Wegezapfwelle und eine unabhängige Zapfwelle, die sich mit 540 min−1 dreht.

### Mähdrescheraufbau
Der Mähdrescheraufbau ist eine Kompletteinheit, die auf das Fahrgestell aufgebaut ist und davon wieder getrennt werden kann. Das Anbringen des Drescheraufbaus war jedoch recht kompliziert und erfordert viele Handgriffe (siehe Werbefilm unter „Weblinks“). Laut zeitgenössischer Werbung soll das Demontieren des Drescheraufbaus mit zwei Männern in etwa einer Stunde zu schaffen sein, neuere Angaben von Claas nennen eine halbe Stunde. Da der Motor des Fahrgestells zu schwach ist, um Fahrgestell und Dreschwerk anzutreiben, hat der Drescheraufbau einen eigenen zusätzlichen VW-Industriemotor mit 27 PS (20 kW) Leistung.
Das Schneidwerk hat eine Breite von 2100 mm oder 1800 mm, es ist hydraulisch höhenverstellbar, hat eine Federzinkenpickuphaspel und ist serienmäßig mit 14 Ährenhebern ausgerüstet. Das Getreide gelangt vom Schneidwerk in die Dreschtrommel mit 450 mm Durchmesser und einer Breite von 800 mm, sie hat sechs Schlagleisten und lässt sich in der Drehzahl zwischen 890 min−1 und 1380 min−1 einstellen. Der Dreschkorb ist nicht verstellbar. Der Huckepack hat einen kleinen, dreiteiligen Hordenschüttler und eine Reinigung mit Lamellen- und Untersieb. Das Tonnengebläse lässt sich nicht einstellen. Das Korn wird auf das Dach des Dreschers zu einem Sortierzylinder befördert und dort nach drei Qualitäten sortiert und abgesackt; einen Korntank gab es nicht. Das Stroh wird von einer eingebauten Strohpresse zu Ballen gepresst und einmal gebunden.